# Ray Bauduc
Ray Bauduc (18 de junio de 1906-8 de enero de 1988) fue un popular e influyente baterista de jazz de nacionalidad estadounidense, conocido principalmente por su trabajo con la Orquesta de Bob Crosby y con el grupo de Crosby los Bobcats entre 1935 y 1942.

## Biografía
Nacido en Nueva Orleans, Luisiana, su hermano mayor, Jules, también fue un destacado músico profesional, instrumentista de banjo y líder de banda. El trabajo de juventud de Ray Bauduc incluyó períodos en la banda de Johnny Bayersdorffer y actuaciones radiofónicas. En 1926 se mudó a Nueva York para formar parte de la orquesta de Joe Venuti. Otras de sus actividades en la década de 1920 fueron sesiones de grabación con los Original Memphis Five y una temporada tocando con los Scranton Sirens, formación en la cual también actuaban Tommy Dorsey y Jimmy Dorsey.
Durante su colaboración con la Orquesta de Bob Crosby, Bauduc consiguió fama nacional. Junto al bajista Bob Haggart compuso los dos grandes éxitos de la formación: "South Rampart Street Parade" (un tema al estilo de los desfiles de Nueva Orleans que se grabó por primera vez en 1937), y "Big Noise from Winnetka" (un dúo de bajo y percusión tocado con Haggart y grabado en 1938).
Su estilo colorido, con pleno uso de la caja china, cencerros, platillos y los Tom-Toms, le desmarcó de la mayoría de percusionistas de la era del swing, siendo uno de los pocos baterías blancos (los otros fueron George Wettling, Dave Tough y Gene Krupa, aunque no de manera tan obvia) en recibir influencia directa de Baby Dodds.
Tras la disolución de la banda de Crosby, Bauduc organizó sus propios pequeños grupos (a menudo de estilo swing, o incluso bebop), juntándose de nuevo con Bob Crosby para tocar de manera ocasional. También trabajó con Jimmy Dorsey (1948) y Jack Teagarden (1952–55) antes de reunirse con su antiguo compañero de los Bobcats Nappy Lamare en una exitosa banda de estilo dixieland que se mantuvo en escena hasta 1960, año tras el cual Bauduc entró en semiretiro y se asentó en San Antonio (Texas).
Ray Bauduc falleció en 1988 en Houston, Texas.